# Usine à trolls

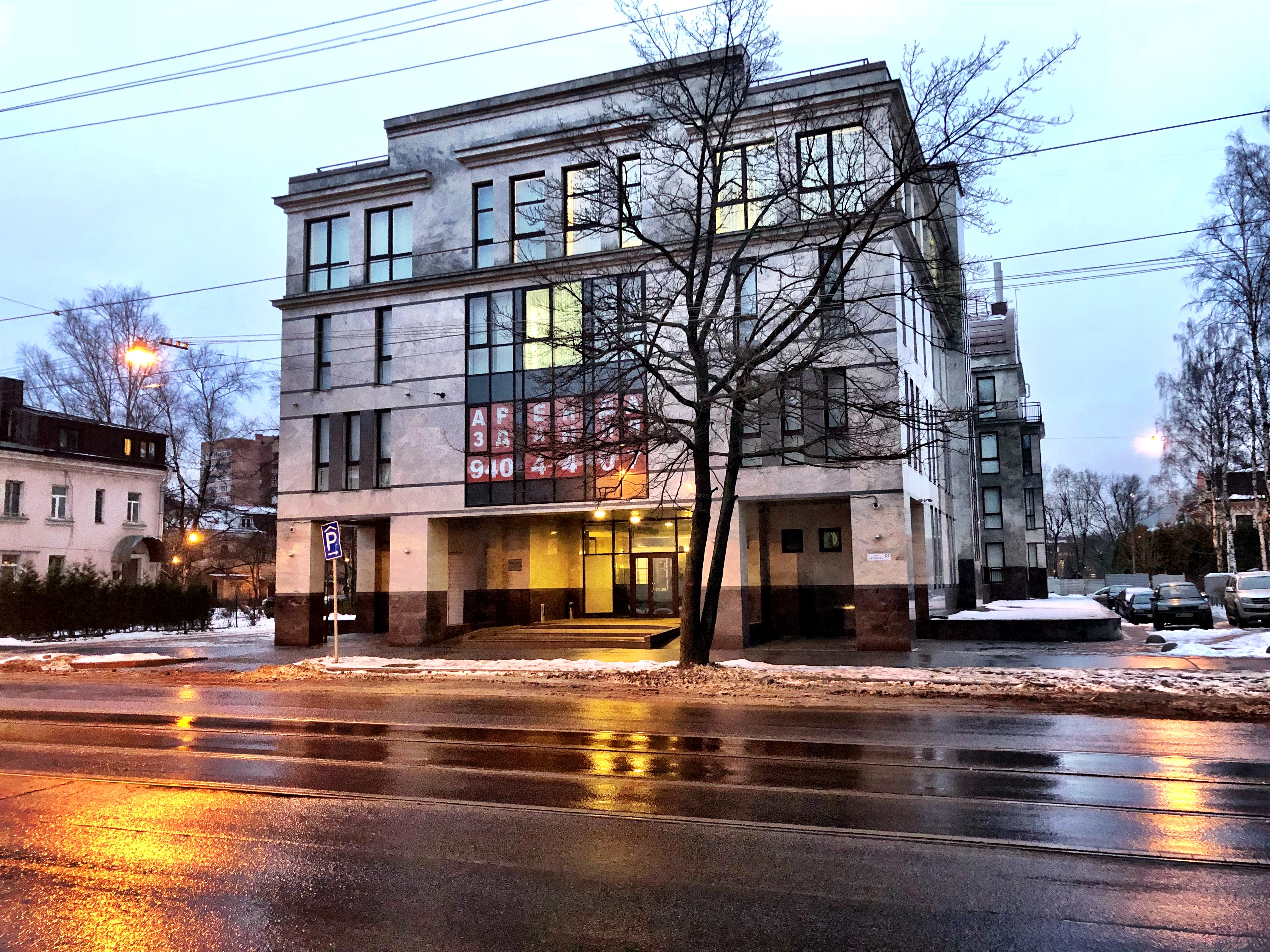
Bâtiment surnommé l'usine à trolls russe, à Saint-Pétersbourg

Une usine à trolls,,, (en anglais « troll factory »), ou une ferme à trolls (de l'anglais « troll farm »), est une organisation qui regroupe et coordonne des trolls sur internet, voire des hackers, payés pour diffuser de manière massive des informations partielles, partiales ou totalement mensongères sur les réseaux sociaux.
Leur but est la déstabilisation géopolitique ou politique, le lobbying ou la propagande politique,. Ces usines à trolls peuvent soit être issues d’initiatives privées, soit être constituées et coordonnées par un gouvernement, parti politique ou tout autre groupe de pression. Les méthodes utilisées incluent la rémunération de commentateurs sur les réseaux sociaux, le trolling agressif de journalistes, ou la création de bots informatiques et de médias diffusant des informations mensongères.
L'organisation de diffusion de propagande russe Internet Research Agency, ayant participé à des activités d'ingérence électorale dans l'élection présidentielle américaine de 2016,, est souvent qualifiée d'usine à trolls.

## Terminologie
En anglais, l'usage de l'expression « troll farm » (ferme de troll) ou « troll army » (armée de trolls) s'est répandu à partir de l'enquête The Agency, publiée en 2015 par le New York Times, sur une usine à troll à Saint-Petersbourg chargée de publier des messages pro-Vladimir Poutine, anti-Ukraine et anti-américains,. Le terme gagne en popularité avec les enquêtes sur les ingérences russes dans l'élection présidentielle américaine de 2016, et en particulier l'enquête du magazine américain New Yorker, qui utilise à la fois le terme « troll farm » et de « Russian hacks » (militants ou hackers russes). L'ONG américaine Freedom House parle de « keyboard armies » (armée de claviers). Le site d'information américain Bloomberg parle de « state-sponsored trolling » (trolling d'État).
En français, l'expression « usine à troll » apparait dès 2015 sur FranceInfo, à la suite de l'enquête du New York Times. Certains journalistes préfèrent néanmoins utiliser les termes de « propagandiste », pour appuyer la différence avec le simple pourrissage non-rémunéré de forums sur internet par des trolls classiques, voire « d'armées de troll ».
D'autres traductions ou néologismes apparaissent dans d'autres langues, tels que les « web-brigades » (en russe : Веб-бригады), mot-valise créé par la journaliste russe Anna Polianskaïa[réf. souhaitée], calquée sur les Red brigades (Brigades rouges, en russe : Красные бригады).

## Trolls non humains
Depuis le milieu des années 2010 au moins, certains trolls ne sont plus des humains, mais des bots, parfois dénommés « Bad Bots ».
Générés et gérés par une plate-forme dite d'intelligence artificielle, ils sont capables de délivrer des messages ciblés, construits en fonction de la personnalité de l'internaute visé.
Les algorithmes qui les construisent se basent sur la science de l'influence psychologique. Mis au service de la publicité et de la propagande politique, ils ont déjà pu contribuer à fausser des processus électoraux ou de référendums,,.
Ce type de trollisme virtuel, qui peut être associé aux fermes de trolls classiques, a été révélé par le scandale Facebook-Cambridge Analytica / AggregateIQ et la découverte de la plateforme logicielle Ripon (crée par AggregateIQ pour le Groupe SCL, afin de truquer les processus électoraux ou référendaires, en influençant artificiellement les émotions et le choix de vote des votants (sans leur consentement, et sans qu'ils aient conscience d'être manipulés),.
Silvia Lombardo craint que ces bots générateurs de  faits alternatifs, appuyés par des « deepfakes » (« hypertrucages »), construits pour manipuler les personnes et la vérité peuvent conduire, voire ont déjà conduit depuis le milieu des années 2010 au développement de politiques populistes, et à l’évolution de nos sociétés vers un avenir plus dystopique.

## Dans le monde
Plusieurs pays dans le monde ont hébergé ou ont été la cible d'actions menées par des usines à trolls. Selon l'ONG américaine Freedom House, au moins 30 gouvernements dans le monde avaient en 2017 créé ou eu recours à des usines à trolls dans le but de discréditer le modèle démocratique, dont 18 pour influencer directement des élections.
- Aux États-Unis : les campagnes électorales de Ted Cruz, Ben Carson et surtout de Donald Trump, soutenu par Steve Bannon qui considère qu'une campagne électorale doit être menée comme une guerre[16] et Robert Mercer[20] semblent avoir utilisé des fermes de trolls et ont utilisé le trollisme virtuel (via le logiciel Ripon) pour promouvoir les idéologies du libertarianisme de droite et du populisme politique. Pendant l'élection présidentielle américaine de 2020 et la pandémie de COVID-19, Turning Point USA et sa filiale Turning Point Action ont été décrites comme des fermes à trolls pour avoir payé de jeunes conservateurs de Phoenix, en Arizona, dont certains étaient mineurs et étaient encouragés par leurs parents, pour poster des informations mensongères sur l'intégrité du processus électoral et la menace du COVID-19. Le paiement comprenait des primes pour les posts qui avaient le plus d’impact. Ils utilisaient leurs propres comptes de médias sociaux ou de faux comptes, sans révéler leur relation avec Turning Point, et Turning Point leur demandait de modifier légèrement les messages proposés et de les rediffuser sous chaque forme un nombre limité de fois pour empêcher la détection automatique[21].

- Au Brésil, l'ancien président d'extrême droite Jair Bolsonaro s'est servi d'armées de trolls pour propager des fake news et tenter de discréditer ces adversaires[22].

- En Iran les fermes à trolls sont aussi un outil de répression nationale[23]

- Au Royaume-Uni : la campagne du référendum sur l'appartenance du Royaume-Uni à l'Union européenne a utilisé ces méthodes pour faire advenir le Brexit, qui selon Dominic Cummings n'aurait pas pu être voté sans Aggregate IQ[17], c'est-à-dire sans son logiciel Ripon, expliquent en 2018 (près de deux ans après le vote du Brexit) Christopher Wylie et l'Agence de cybersécurité UpGuard[14].

- En Russie[8],[9], en Turquie[24], aux Philippines[13], en Macédoine du Nord[25], en Albanie[26] des usines à troll ont été installées à des fins de propagande politique.

- En Macédoine du Nord et dans les Philippines, elles auraient aussi participé à diffuser des informations mensongères en 2020 sur la pandémie de Covid-19[27].
- En France, en 2022, l'hebdomadaire Médiapart dénonce les pratiques de Digital Big Brother, une société de gestion de la communication numérique basée en Espagne, qui aurait mis en place une pratique de trollage de grande ampleur visant à contrôler, pour le compte du Paris Saint-Germain, les informations circulant sur twitter se rapportant au club, à ses joueurs et aux médias que ce club considère être ses détracteurs[28].

### Guerre en Ukraine
- Dans le contexte de l'invasion de l'Ukraine par la Russie depuis 2022, les fermes à trolls russes[29] des oligarques (Prigojine entre autres) sont particulièrement actives et participent à la propagande, désinformation et désorganisation du monde occidental dues à la guerre en Ukraine[30].

- En 2024, des vidéos d'Adolf Hitler générées par intelligence artificielle sur les réseaux sociaux sont vues plus de 50 millions de fois[31] venant également du réseau social TikTok [32]. Ces vidéos ciblent le « Juif » bouc émissaire, et visent à générer l'antisémitisme en usant de procédés du passé couplés avec les moyens des nouveaux médias. Les services de sureté intérieure des pays soutenant l'invasion russe de l'Ukraine et en premier lieu Vladimir Poutine n'hésitant pas à assimiler Volodymyr Zelensky à un nazi, et son peuple de même, selon un discours que Léon Poliakov a démonté dans ses ouvrages, et dont il a exposé l'entière fausseté[33].

## Dans la culture populaire

### Télévision
- Dans la saison 5 de la série française Le Bureau des légendes, le jeune hacker César est envoyé au Cambodge pour prendre la tête d'une usine à trolls[34].